# The High Sign
The High Sign er en amerikansk stumfilm fra 1917 af Elmer Clifton.

## Medvirkende
- Herbert Rawlinson som Donald Bruce
- Agnes Vernon som Hulda Maroff
- Hayward Mack som Arnoff
- Nellie Allen som Vonia Grayley
- Ed Brady som Hugo Mackensen